# Pterostichus crenicollis
Pterostichus crenicollis är en skalbaggsart som beskrevs av Leconte 1873. Pterostichus crenicollis ingår i släktet Pterostichus och familjen jordlöpare. Inga underarter finns listade i Catalogue of Life.